# 船曳建夫
船曳 建夫（ふなびき たけお、1948年2月18日 - ）は、日本の文化人類学者。東京大学名誉教授。

## 人物
東京都出身。妻はデザインコンサルタントの船曳鴻紅。娘に建築家の船曳桜子（船曳桜子建築設計主宰）、映画監督の船曳真珠。実姉の船曳由美は編集者、エッセイスト。岸田秀は義兄。
ベストセラーとなった『知の技法』シリーズの編者の一人として知られている。

## 略歴
- 1966年 - 東京教育大学附属高等学校（現・筑波大学附属高等学校）卒業。
- 1970-71年 - パリ第4大学留学
- 1972年 - 東京大学教養学部教養学科文化人類学卒業
- 1974年 - 同大学院社会学研究科文化人類学修士課程修了
- 1977-81年 - ケンブリッジ大学大学院社会人類学博士課程在籍。
- 1982年 - 同修了（Ph.D）。論文題目は、Mbotogote Ritual: A Study on the Ritual Life and Social Organization of the Mbotogote in the Interior Region of Malekula Island, Vanuatu
- 1983年 - 東大教養学部講師（文化人類学）
- 1985年 - 同助教授
- 1994年 - 同教授
- 2012年 - 定年退任、同名誉教授

## メディア出演
| 期間      | 期間      | 番組名                                 | 役職           |
| --------- | --------- | -------------------------------------- | -------------- |
| 2000年1月 | 2002年3月 | ニュースステーション（テレビ朝日）     | コメンテーター |
| 2002年6月 | 2002年7月 | NHK人間講座『日本人論』再考（NHK教育） | 進行役         |

その他、船曳建夫オフィシャルサイト：放送・メディアを参照。

## 著書

### 単著
- 『親子の作法』（ベネッセコーポレーション、1998年/改題『二世論』新潮文庫、2003年）
- 『「日本人論」再考』（日本放送出版協会、2003年）
- 『大学のエスノグラフィティ』（有斐閣、2005年）
- 『右であれ左であれ、わが祖国日本』（PHP新書、2007年）
- 『一字一話――日本語をめぐる45の話』（角川oneテーマ21、2010年）
- 『旅する知――世紀をまたいで、世界を訪ねる』海竜社、2014年
- 『歌舞伎に行こう！　手とり足とり、初めから』海竜社、2017年

### 編著
- 『文化人類学のすすめ』（筑摩書房、1998年）
- 『柳田国男』（筑摩書房、2000年）

### 共編著
- （伊藤亜人・関本照夫）『現代の社会人類学（全3巻）』（東京大学出版会、1987年）
- （関本照夫）『国民文化が生れる時――アジア・太平洋の現代とその伝統』（リブロポート、1994年）
- （小林康夫）『知の技法』（東京大学出版会、1994年）
- （小林康夫）『知の論理』（東京大学出版会、1995年）
- （小林康夫）『知のモラル』（東京大学出版会、1996年）
- （青木保・内堀基光・梶原景昭・清水昭俊・中林伸浩・福井勝義・小松和彦・山下晋司）『岩波講座文化人類学（全13巻）』（岩波書店、1996年-1997年）
- （山下晋司）『文化人類学キーワード』（有斐閣、1997年）
- （小林康夫）『新・知の技法』（東京大学出版会、1998年）

## その他
- 株式会社ライブドア元代表取締役の堀江貴文のゼミ教官を務めた。